# Simtex
A Simtex egy videójáték fejlesztő volt, amit Steve Barcia alapított 1988-ban. Számos körökre osztott stratégiai játékot készítettek személyi számítógépre, amelyek közül a legismertebb az első két Master of Orion játék. A cég 1997-ben szűnt meg.

## Játékok
- Master of Orion (1993)
- Master of Magic (1994)
- 1830: Railroads & Robber Barons (1995)
- Master of Orion II: Battle at Antares (1996)
- Mech Lords (átnevezték Metal Lordsra a fejlesztés során, a FASA-val való vitát követően) (1995 — kiadatlan)
- Guardians: Agents of Justice — (a megszűnés idején fejlesztették — sosem fejezték be)

A Simtex játékainak a jogai az Atari birtokában voltak 2013-ig, amikor egy aukción eladták különböző feleknek. Most a Wargaming birtokolja a Master of Orion sorozat jogait, miközben a Slitherine birtokolja a Master of Magic kiadási jogait; az eXtremePro Group Inc birtokolja a teljes IP-t a védjegy feljegyzések alapján. A harmadik Master of Orion játékot, amelynek a címe Master of Orion III, az Atari adta ki (az Infogrames leányvállalata) 2003-ban, és a Quicksilver Software fejlesztette.

## Fordítás
- Ez a szócikk részben vagy egészben  a   Simtex című angol Wikipédia-szócikk fordításán alapul.  Az eredeti cikk szerkesztőit annak laptörténete sorolja fel. Ez a jelzés csupán a megfogalmazás eredetét és a szerzői jogokat jelzi, nem szolgál a cikkben szereplő információk forrásmegjelöléseként.